# Nubijski narodi
Nuba (Nubijski narodi), kolektivno ime za narode ili etničke grupe nastanjene u području Nubije u Sudanu. Nuba narodi veoma su tamne puti i pripadaju široj skupini istočnosudanskih crnaca koji govore nilsko-saharskim jezicima. Prema svojim jezicima, kojih ima nekoliko (neki su i nestali), sastoje se od skupina, to su: 
a) Birked kojih ima 118,000, u potpunosti arabizirani, i govore sudanskim arapskim;
b) Druga važna skupina su Dogolawi koji govore jezikom kenuzi-dongola, a dijelom i sudanskim arapskim. Dongolawi broje 180.000 u Sudanu i 100.000 (bez onih koji govore arapski) u Egiptu;
c) Brdski Nubijci također su dijelom arabizirani, a govore najmanje 7 jezika, to su Ghulfan (29.000 u Sudanu) i arabizirani Ghulfani (36.000), Kadaru, Dilling, Dair, Karko, Wali i El Hugeirat;
d) Narodi Fedicca u Egiptu i Mahas u Sudanu (Fedicca-Mohas) govore nobiin i ima ih preko 495,000;
e) Midob, 50,000 (1993 R. Werner), također su znatnim dijelom arabizirani, a govore dijalektima shelkota (shalkota), kaageddi i urrti (uurti).
Nubijska ekonomija temelji se na poljoprivredi. Tijekom zimskih mjeseci uzgaja se pšenica, ječam, proso, grah, grašak, lubenice i razno voće, kao mango, citrati i palme datulja, iz kojih proizvode žele i jedu s dura-kruhom. 
Nubi su na kršćanstvo preobračeni u 6. stoljeću, i to su ostali sve do procesa islamizacije koji je trajao od 14. do 17. stoljeća. Svoja stara vjerovanja također su očuvali i pomiješali sa svojim islamskim vjerovanjima.